# Loranthus pseudo-odoratus
Loranthus pseudo-odoratus là một loài thực vật có hoa trong họ Loranthaceae. Loài này được Lingelsh. mô tả khoa học đầu tiên năm 1922.